# 五车三
五車三（β Aur/  御夫座β）是一顆位于御夫座的白次巨星，距離地球約85光年遠。御夫座β是一顆A型白色恆星，相似于織女一、五帝座一和天狼星。御夫座β是一顆次巨星，就表示它的核聚變開始由燒氫轉爲燒氦，已經度過了主序星階段，並且慢慢膨脹成爲一顆巨星如畢宿五。

## 语源
英文名Menkalinan（也寫作Menkarlina）是阿拉伯語منكب ذي العنان（mankib ðī-l-‘inān，“拿著繮繩的人的肩膀”之意）的縮寫。

## 光变
五車三的主星和伴星组成了一个分光食双星：它们的组合视星等以39.6004天的周期在+1.85到+1.93之间变化，从地球方向看，每47.5小时，它们分别部分掩食对方。
御夫座β被認爲是大熊座移動星群的外圍恆星之一。

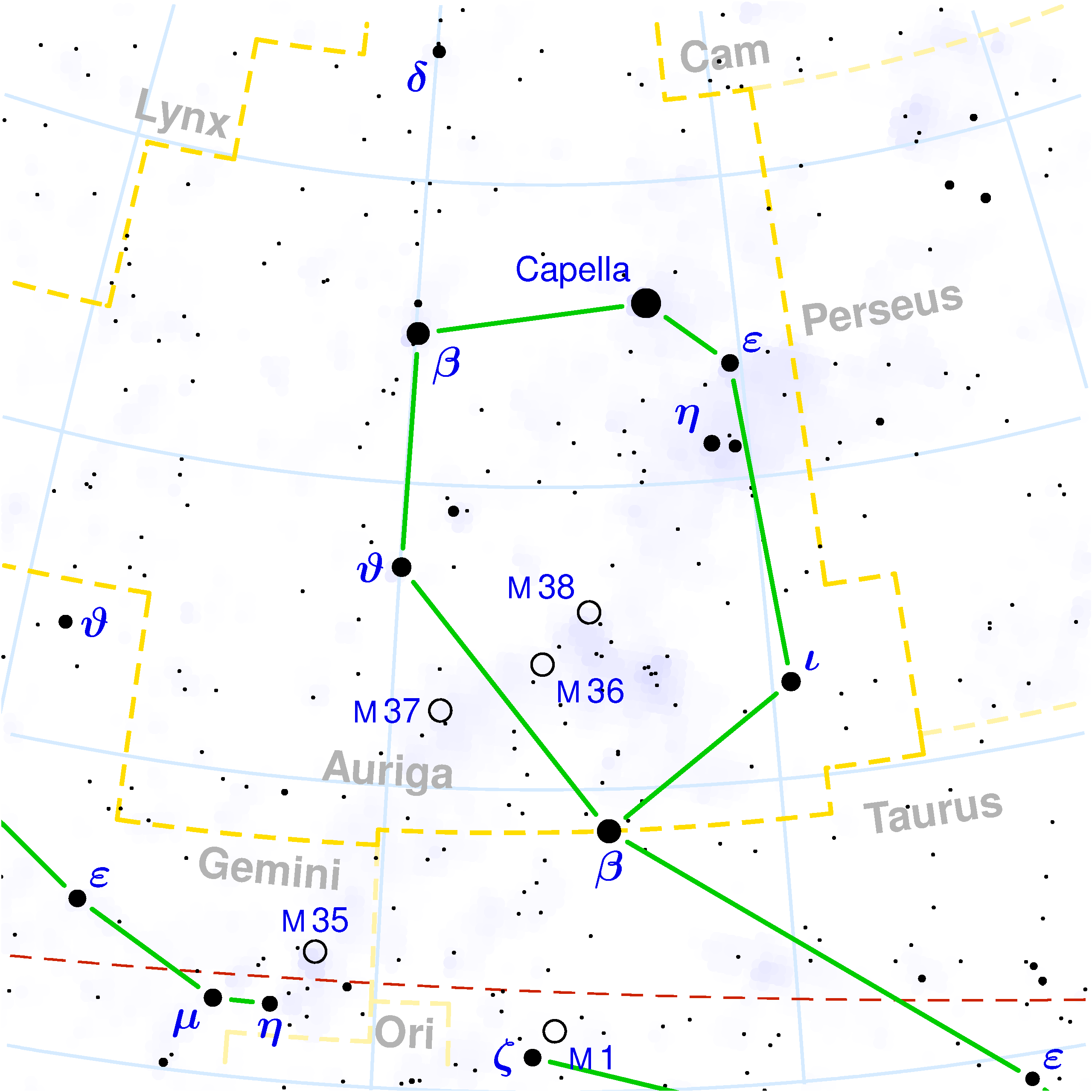
Auriga Constellation

## 成員
御夫座β實際上為一個三星系統。當中較亮的兩顆星，御夫座βA和B都是白色的次巨星。B星的質量和半徑都和A星相當。御夫座βA和B互相組成聯星，兩者加起來的視星等在3.96004天的周期裏于+1.85和+1.93區間中變動，同時從地球的角度來看，每47.5小時其中一顆星就會部分地遮掩對方。而第三顆星御夫座βC是一顆紅矮星，其視星等遠遠低於肉眼所能看到的亮度。C星約距離A和B星330AU。

## 外部連結
- Menkalinan
- Image Beta Aurigae
- HR 2088（页面存档备份，存于） Catalog
- CCDM J05596+4457（页面存档备份，存于） Catalog
- HR 2088（页面存档备份，存于）